# Cimitero militare germanico di Pomezia
Il cimitero militare germanico di Pomezia (Deutscher Soldatenfriedhof Pomezia) si trova lungo la via Pontina, a circa 2 km a sud di Pomezia, circa 31 km a sud-ovest di Roma, nell'area che, compresa tra i monti dei Castelli Romani, la piana di Aprilia e la linea di costa da torre Astura a Lavinio, durante la seconda guerra mondiale, fu teatro di feroci scontri dopo lo sbarco di Anzio.

## Storia
Questo cimitero è il secondo per grandezza fra quelli gestiti in Italia dal Volksbund Deutsche Kriegsgräberfürsorge (ente privato sovvenzionato dallo stato tedesco), dopo quello della Futa nel comune di Firenzuola, in provincia di Firenze.
L'esercito degli Stati Uniti, durante gli aspri combattimenti seguiti allo sbarco di Anzio-Nettuno, costruì per i propri caduti, per quelli alleati e per i caduti nemici, un grande cimitero nei pressi di Nettuno. Nel 1946, il cimitero di Nettuno venne destinato ad accogliere le spoglie dei soli caduti statunitensi. Per i caduti germanici venne scelta, nel dicembre 1946, un'area nel comune di Pomezia offerta gratuitamente dallo Stato Italiano. All'inizio del 1947, 2.740 caduti germanici, su ordine del Servizio sepolcrale americano, furono traslati dal cimitero militare di Nettuno a quello di Pomezia poiché il luogo si prestava maggiormente alla sistemazione definitiva dei caduti.
Altre 3.751 salme di caduti germanici vennero esumate, con l'appoggio del Commissariato generale per le onoranze ai caduti di guerra italiano, dai campi di battaglia della testa di ponte di Anzio – Nettuno e quindi inumate nel cimitero militare di Pomezia.
Successivamente, negli anni dal 1948 al 1955, il Volksbund Deutscher Kriegsgräberfürsorge tumulò ulteriori 10.704 caduti germanici provenienti dai teatri di guerra delle province di Roma, Latina, Frosinone, Salerno, Avellino, L'Aquila, Chieti, Siena e Pistoia.
Con l'accordo stipulato nel 1955 e allegato alla legge del 12 agosto 1957, nº 801, fra l'Italia e la Repubblica Federale di Germania per la sistemazione definitiva delle salme dei soldati tedeschi caduti in guerra in territorio italiano, lo Stato Italiano forniva gratuitamente e in uso perpetuo le aree da destinare a cimiteri di guerra.
Quindi, il 22 dicembre 1955, vi vennero tumulati altri caduti germanici provenienti dalle province di Ancona, Arezzo, Ascoli Piceno, Grosseto, Latina, Livorno, Macerata, Napoli, Perugia, Pesaro, Rieti, Roma, Siena, Terni, Viterbo e Reggio Calabria.
Complessivamente sono 27.443 i caduti germanici che hanno trovato nel cimitero militare germanico di Pomezia la loro ultima dimora, tra questi 3.770 di cui non si conosce il nome.
I lavori d'ampliamento e sistemazione dell'area cimiteriale, che hanno impegnato il Volksbund Deutscher Kriegsgräberfürsorge dalla metà alla fine degli anni cinquanta, si sono conclusi con l'inaugurazione del sacrario avvenuta il 6 maggio 1960.

## Descrizione
Adiacente all'area destinata al parcheggio riservato ai visitatori in prossimità della via Pontina, c'è l'ufficio amministrativo cimiteriale. Un sentiero in leggera salita conduce all'ingresso dell'area cimiteriale vera e propria, circondata da un muro in pietra. L'area, che si estende per 10 ettari, è suddivisa in 20 riquadri di tappeto erboso su cui si elevano croci in porfido chiaro. Una stradina rettilinea porta dall'edificio d'ingresso, tra i blocchi di sepolture, al monumento commemorativo eretto sopra la fossa comune che accoglie le spoglie di 770 caduti.
Il monumento è costituito da quattro possenti pilastri in pietra che sorreggono la copertura piana, a baldacchino, rivestita nell'intradosso di mosaici. Al suo interno il gruppo scultoreo, opera dell'artista tedesco Schmoll Eisenwerth, funge anche da sostegno centrale della copertura e rappresenta quattro grandi figure di soldati e familiari dolenti.
L'area cimiteriale, circondata da gruppi di pini, è suddivisa in 20 blocchi di sepolture contraddistinte da semplici croci in pietra disposte in file regolari nel prato.

## Galleria d'immagini

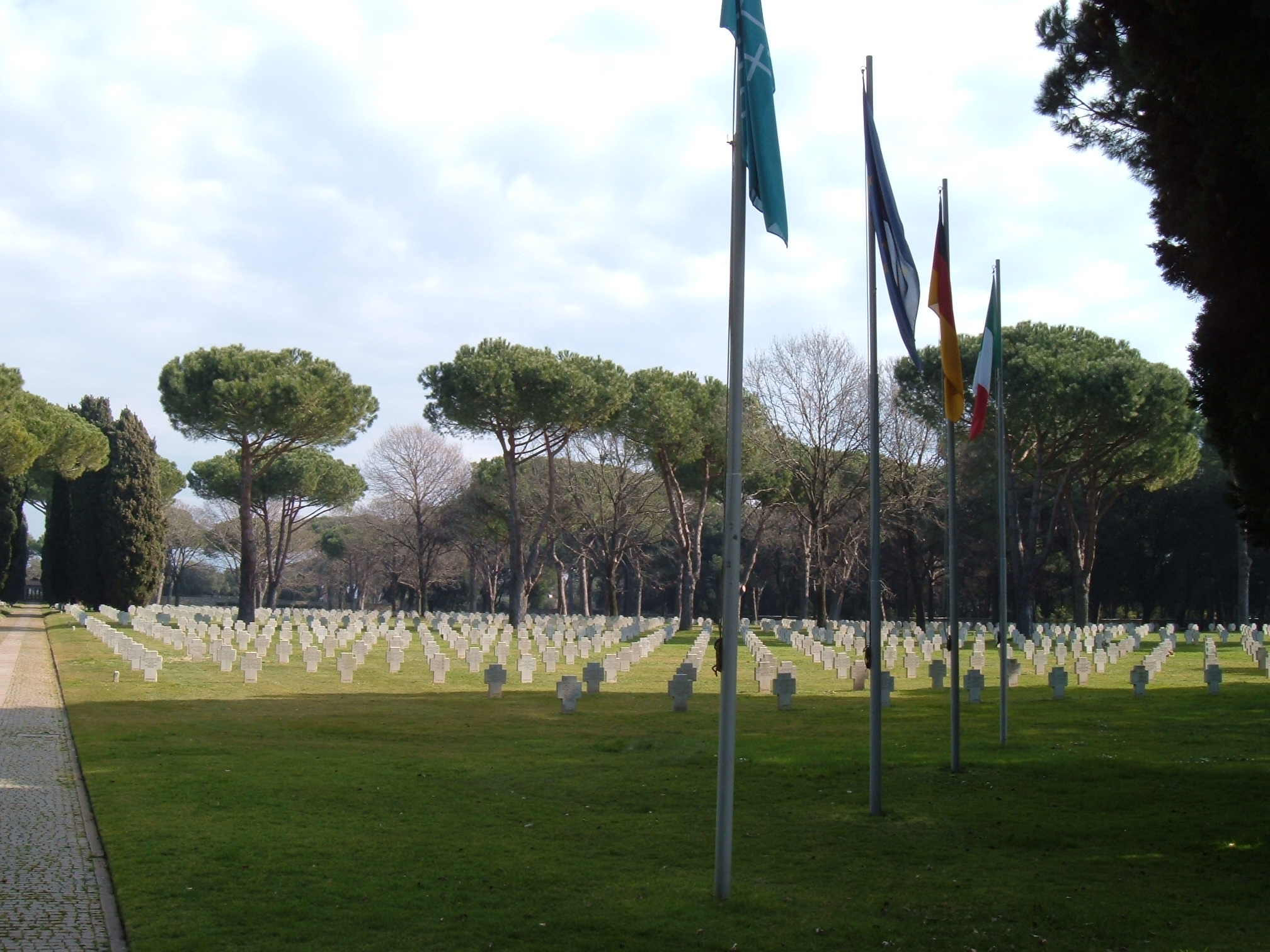
Cimitero militare germanico di Pomezia, bandiere.
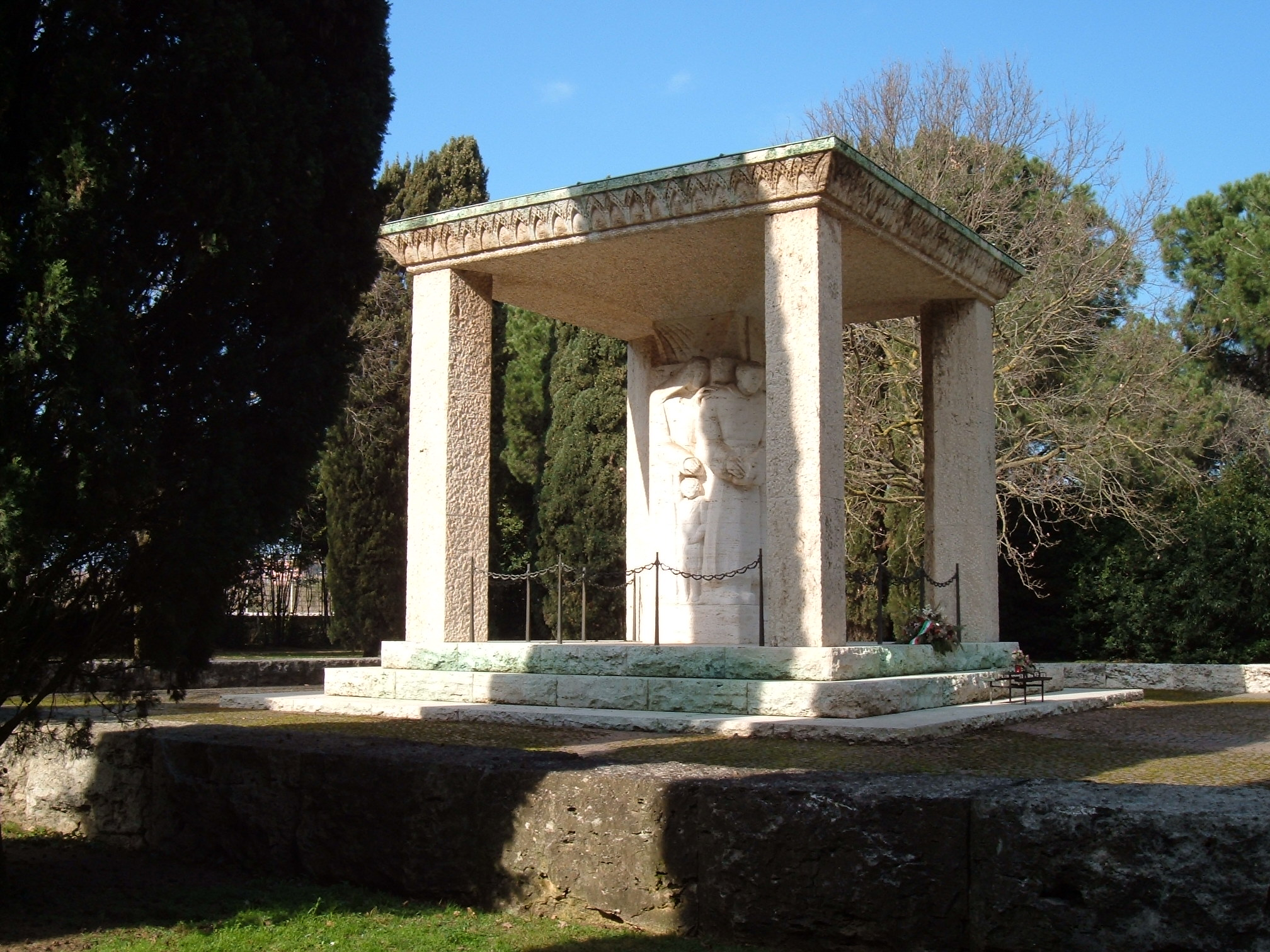
Cimitero militare germanico di Pomezia, monumento.
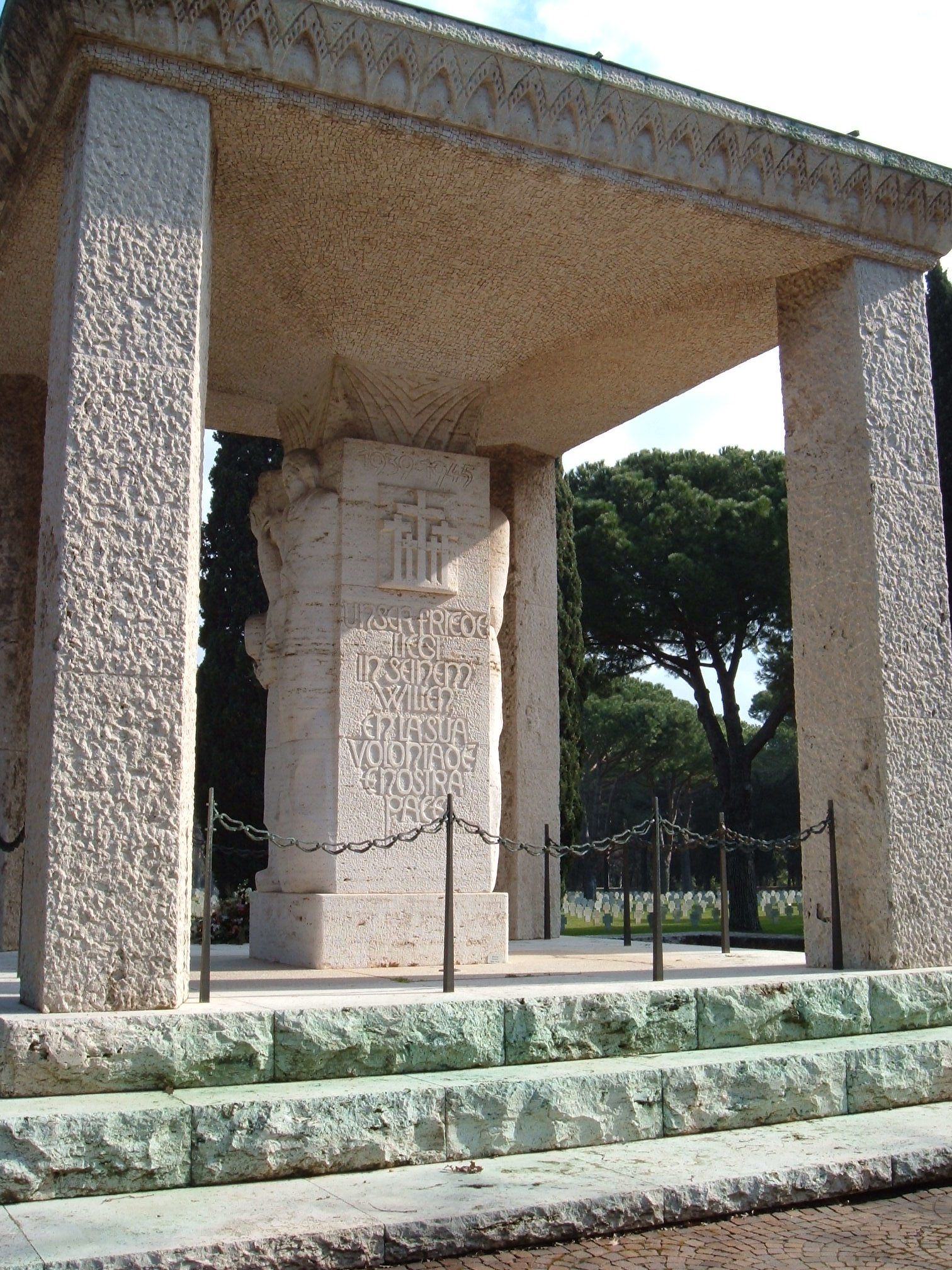
Cimitero militare germanico di Pomezia, monumento.
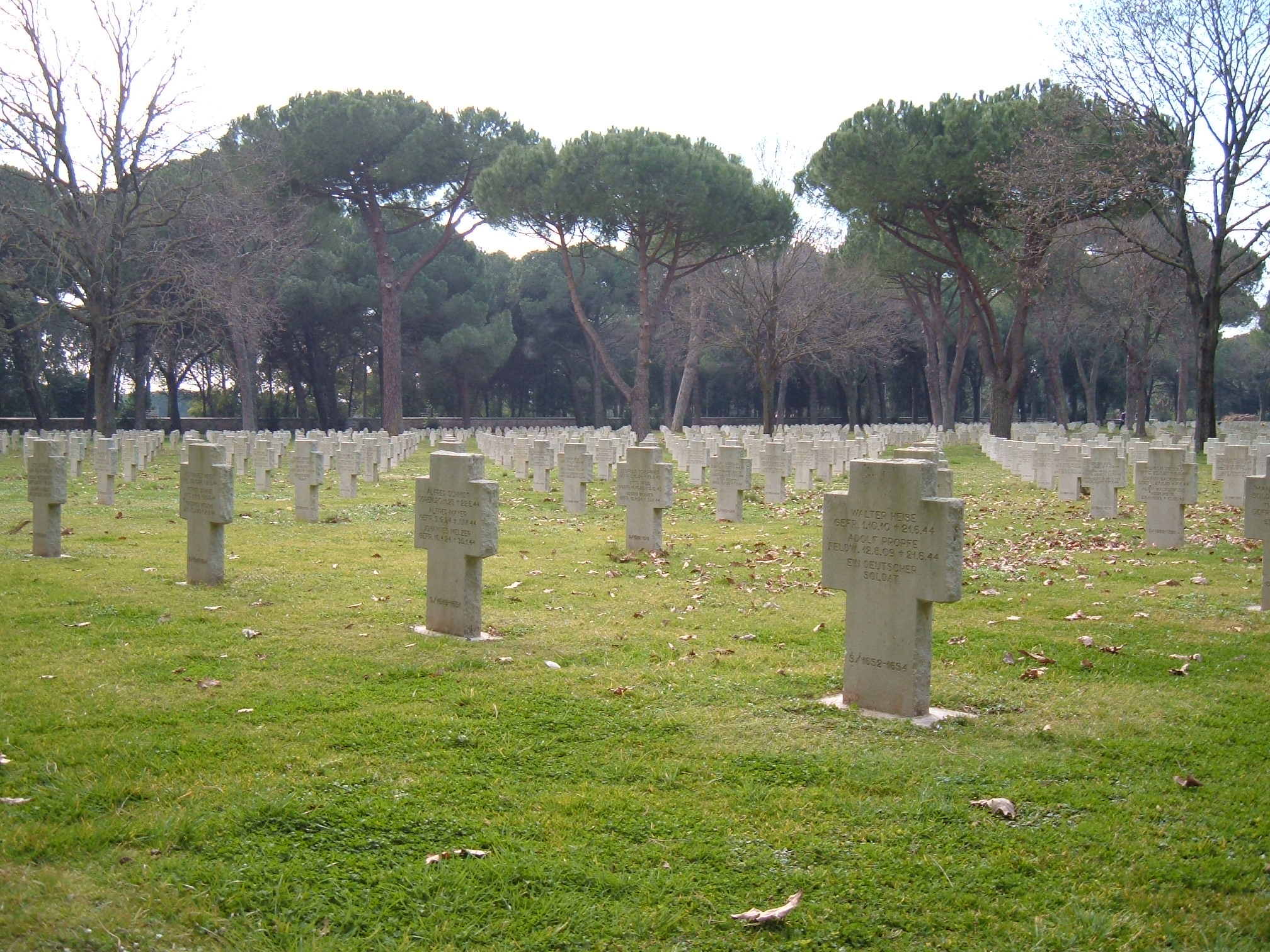
Cimitero militare germanico di Pomezia, le croci e le foglie morte.
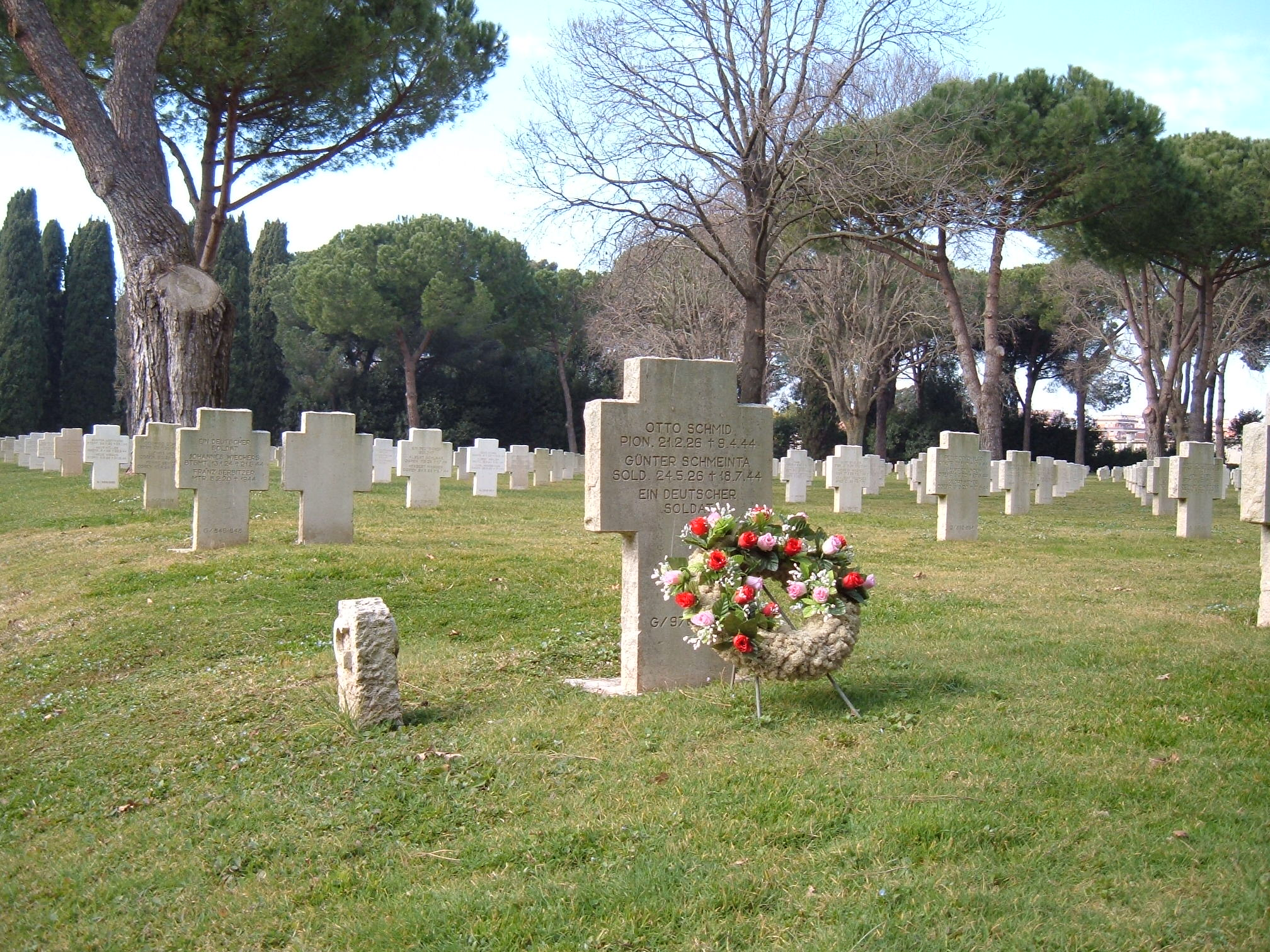
Cimitero militare germanico di Pomezia, "Ein Deutscher Soldat".
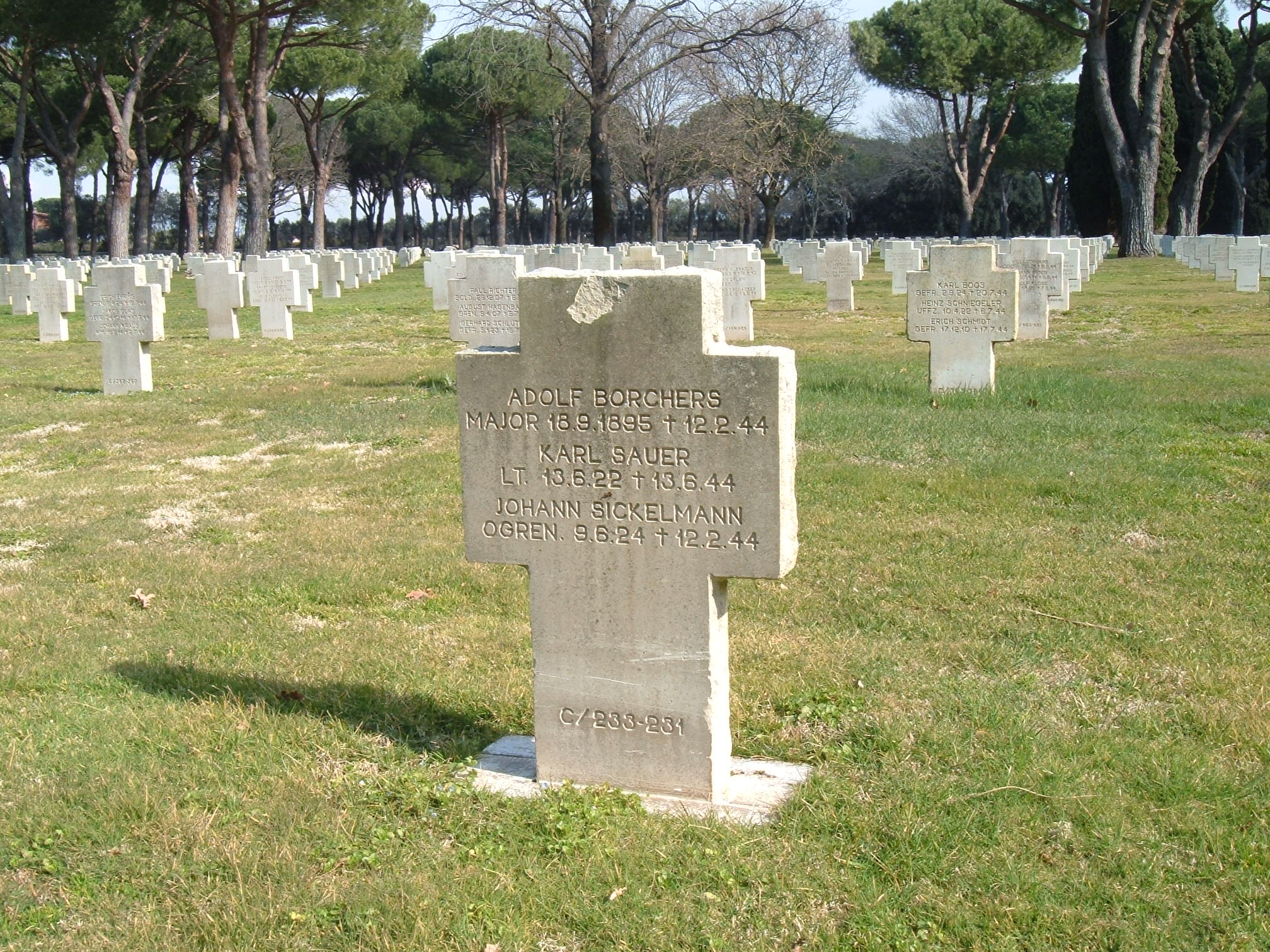
Cimitero militare germanico di Pomezia, La nascita (13 giugno 1922) e la morte (13 giugno 1944).
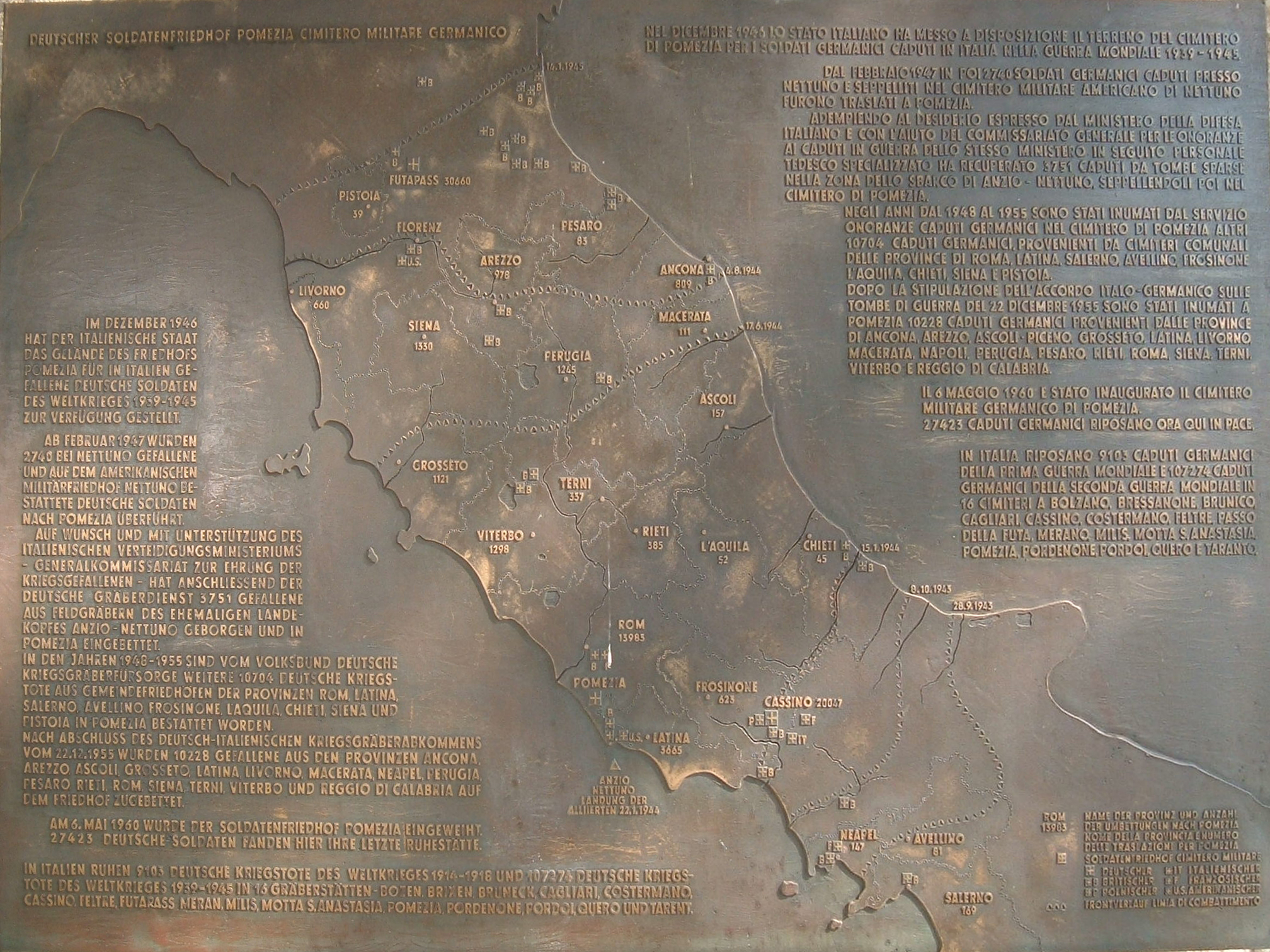
Cimitero militare germanico di Pomezia, targa bronzea.